# Chi phí cơ hội
Chi phí cơ hội được định nghĩa như phần thu nhập mất đi do đã không lựa chọn một cơ hội đầu tư khác. Chi phí cơ hội là một khái niệm hữu ích được sử dụng trong lý thuyết lựa chọn. Nó được vận dụng rất thường xuyên và rộng rãi trong đời sống kinh tế. Chi phí cơ hội dựa trên cơ sở là nguồn lực khan hiếm nên buộc chúng ta phải thực hiện sự lựa chọn. Lựa chọn tức là thực hiện sự đánh đổi, tức là để nhận được một lợi ích nào đó buộc chúng ta phải đánh đổi hoặc bỏ qua một chi phí nhất định cho nó. Như vậy, chi phí cơ hội của một phương án được lựa chọn là giá trị của phương án tốt nhất bị bỏ qua khi thực hiện sự lựa chọn đó (và là những lợi ích mất đi khi chọn phương án này mà không chọn phương án khác; Phương án được chọn khác có thể tốt hơn phương án đã chọn). Do quy luật về sự khan hiếm nên luôn tồn tại những sự đánh đổi khi thực hiện các sự lựa chọn. Hay nói cách khác, chi phí cơ hội luôn tồn tại.
Trong sản xuất, đó là số lượng các hàng hóa khác cần phải hy sinh để có thêm một đơn vị hàng hóa nào đó. Mỗi một hoạt động đều có một chi phí cơ hội. Ví dụ, khi một người nào đó đầu tư 10.000 USD vào chứng khoán thì chính người đó đã bỏ lỡ cơ hội được hưởng lãi nếu gửi 10.000 USD vào ngân hàng như một khoàn tiền tiết kiệm. Chi phí cơ hội của dự án đầu tư 10.000 USD vào chứng khoán bằng khoản lãi tiết kiệm đáng ra có thể có được. Chi phí cơ hội không chỉ là việc mất tiền bạc hay chi phí về tài chính, nó còn bao gồm cả những thứ khác như: mất thời gian, ý thích, hoặc những lợi nhuận khác.
Chi phí cơ hội được sử dụng như là căn cứ để so sánh với lợi ích thu được khi thực hiện các sự lựa chọn, và đó là chi phí kinh tế. Các nhà kinh doanh và người tiêu dùng thực hiện lựa chọn trên cơ sở so sánh lợi ích thu được và chi phí bỏ ra tại mỗi điểm biên (tức là tại mỗi đơn vị hàng hóa, dịch vụ được sản xuất hoặc tiêu dùng thêm). Ví dụ trong việc lựa chọn lượng hàng hóa tiêu dùng tối ưu, chi phí cơ hội của mỗi đơn vị hàng hóa được tiêu dùng thêm là giá cả một đơn vị sản phẩm, và nó được so sánh với lợi ích cận biên thu được khi tiêu dùng thêm đơn vị sản phẩm đó. Trong việc lựa chọn lượng hàng hóa sản xuất tối ưu, chi phí cơ hội của mỗi đơn vị hàng hóa sản xuất thêm là chi phí cận biên của mỗi đơn vị sản phẩm sản xuất thêm, và được so sánh với doanh thu cận biên của đơn vị sản phẩm tăng thêm đó. Việc phân tích, so sánh lợi ích - chi phí tại điểm biên chính là nội dung của phương pháp phân tích cận biên.
Do tính trừu tượng và tương đối của nó, cũng như việc nó chưa xảy ra nên chi phí cơ hội thường không xuất hiện trong các báo cáo của bộ phận tài chính, kế toán. Tuy nhiên, đây luôn là vấn đề các nhà quản lý phải cân nhắc khi đưa ra một quyết định. Gần như mỗi phương án sẽ liên quan đến ít nhất một chi phí cơ hội.
Các chuyên gia về Phân tích gia tăng, Phân tích dự án luôn phải phân tích chi phí cơ hội.